# GK3型柴油机车
GK3型柴油机车是中国资阳内燃机车厂为地方工矿企业设计制造的一款调车及小运转用液力传动柴油机车，于1995年研制成功并投入批量生产，适用于铁路、冶金、石化、港口、地方铁路的调车和小运转作业。
GK3型柴油机车是根据工矿企业提出的技术要求，由资阳内燃机车厂设计制造的双机组六轴液力传动工矿柴油机车，实际上相当于将两台东方红5型机车的动力传动装置组合在一台六轴机车上。机车采用全钢电焊结构、单司机室、双侧外走廊、主车架承载的罩式车体。机车装有两套相同而独立的动力传动机组，每套机组包括一台柴油机及传动装置，可以根据需要使用其中任何一套或两套同时工作。机车装用两台与东方红2型、东方红3型、东方红5型柴油机车相同的12V180ZJ型柴油机。该型柴油机为四冲程、V型结构、12气缸、预燃室式、涡轮增压、增压空气中间冷却的高速柴油机，气缸直径180毫米，活塞行程205毫米，额定转速为每分钟1500转，标定功率为1250马力，装车功率为1075马力。机车使用ZJ2011A型液力变速箱，当输入转速为每分钟1500转时，变矩器泵轮吸收功率为950马力（700千瓦）。走行部由两台可互换的三轴转向架组成。机车装有柴油机进气高效滤清、风源净化和预热等装置。1996年，资阳内燃机车厂在GK3型柴油机车的基础上，又根据用户要求研制了GK3B型柴油机车。GK3B型柴油机车是保持机车总体布置不变，只是换装由石油部济南柴油机厂制造的Z12V190BJ型柴油机。GK3系列柴油机车的用户包括武汉钢铁、包头钢铁、首钢集团等工矿企业。

## 参看
- GK1型柴油机车
- GK1C型柴油机车
- GK2型柴油机车